# 마이크 윌 메이드 잇
마이크 윌 메이드 잇(Mike Will Made It, 본명: Michael Len Williams II, 1989년 3월 23일 ~ )은 미국의 음악 프로듀서이다. 대표곡으로 2 체인즈의 'No Lie', 쥬시 J의 'Bandz a Make Her Dance', 리한나의 'Pour It Up', 릴 웨인의 Love Me, 시에라의 'Body Party', 마일리 사이러스의 'We Can't Stop' 등이 있다.